# Исаев, Тахир Исрафил оглы
Тахир (Таир) Исрафил оглы (Исрафилович) Исаев (азерб. Tahir İsrafil oğlu İsayev; 1922, Шыхлы 1-е — 2001, там же), известный также под прозвищем «Серафино» (итал. Serafino) — советский военнослужащий азербайджанского происхождения, лейтенант Красной Армии, участник Великой Отечественной войны и итальянского движения Сопротивления, почётный гражданин города Милан и города Рустави.

## Биография

### Ранние годы. Война
Тахир Исрафил оглы Исаев родился в 1922 году в деревне Шыхлы 1-е в Казахском уезде Азербайджанской ССР. По национальности — азербайджанец. С началом Великой Отечественной войны Исаев был призван в ряды Красной Армии, участвовал в боях на Северном Кавказе. Хорошо знал немецкий язык, был разведчиком.
В сражении под Моздоком в 1942 году Исаев получил тяжёлое ранение и попал в плен. Задачей Исаева было взорвать мост, чтобы отрезать вражескому бронепоезду дорогу назад. Тахир сам закладывал мины под шпалы и торопился, но было уже поздно: бронепоезд, осмотрев путь впереди, возвращался и стал тормозить. Исаева было хорошо видно между фермами, на фоне неба. По нему был открыт пулемётный огонь. Уже скатываясь с насыпи, Исаев был оглушён взрывом. Содержался в лагере для военнопленных в Австрии.

### В Движении Сопротивления
В марте 1943 года вместе с небольшой группой военнопленных Исаев был отправлен для очистки района города Бергамо близ Милана, пострадавшего от бомбардировок союзников. Здесь, вместе с русским лейтенантом Яковом Виноградовым ему удалось убить охранявшего их солдата и сбежать. Из плена Исаев бежал ночью. Он подкрался к поезду, залез внутрь и спрятался между большими ящиками с каким-то оборудованием, думая, что поезд едет на восток. В этом поезде Тахир прятался трое суток, а когда поезд остановился у перрона какой-то станции (позже он узнал, что находится на восточной станции Милана) и вагоны стали разгружать, Исаеву удалось выскользнуть из вагона и скрыться за небольшом лесом. После побега Исаев спрятался у итальянки Аделе Маурицио, которую встретил по дороге, объяснив при помощи жестов, что бежал из немецкого плена. Выяснилось, что Аделе Маурицио помогала военнопленным пробираться к партизанам. Она познакомила Тахира со своим братом Антонио Милези, который был командиром партизанской бригады «Деми». Позже Исаев вступил в партизанскую бригаду «Фиамме Верди» («Зелёное Пламя»). Это случилось в октябре 1943 года. Исаева зачислили в отряд «1 мая» бригады «Фиамме Верди». Здесь боевые товарищи дали ему прозвище «Серафино» из-за схожести с именем отца — Исрафил.

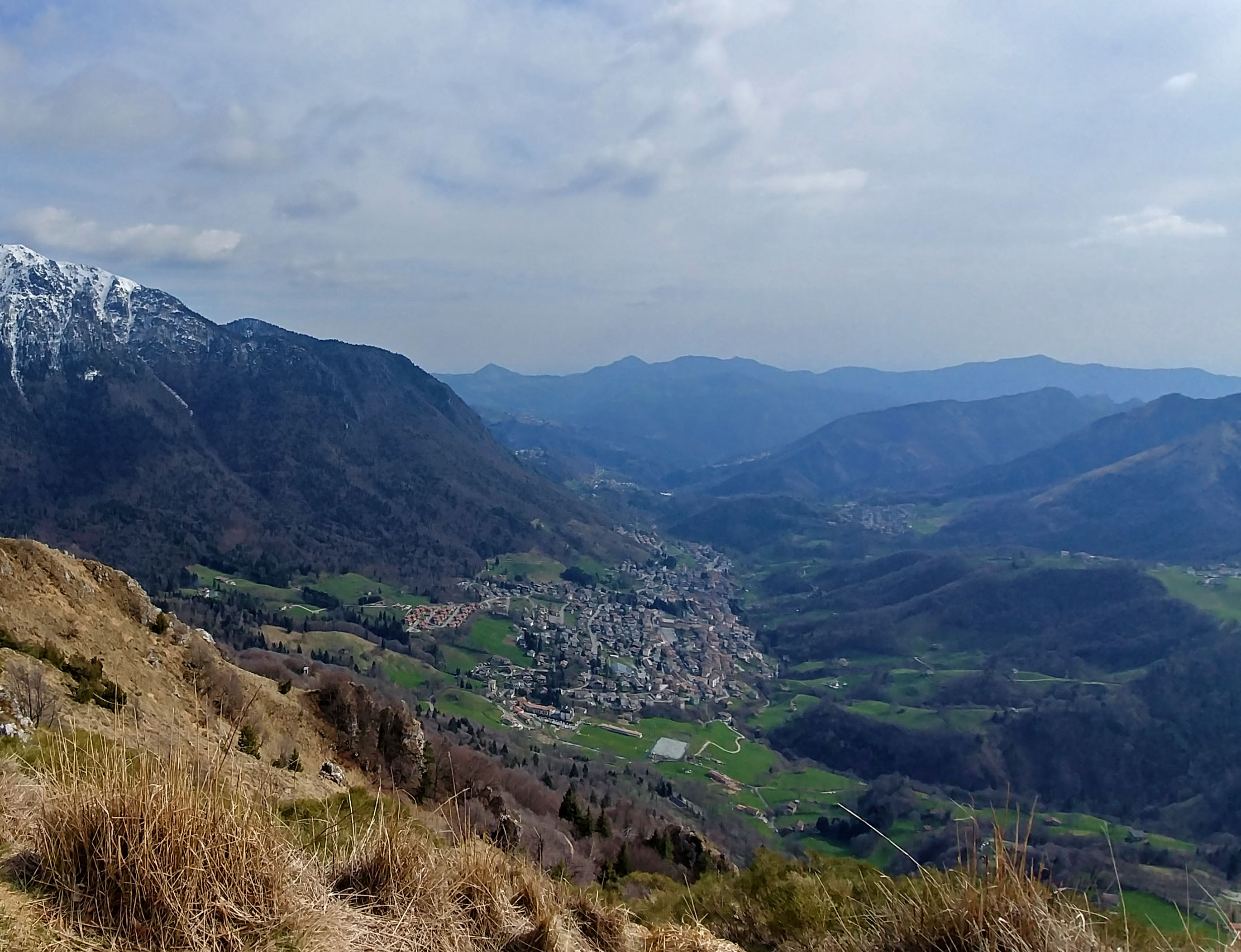
Окрестности Серины, где, в основном действовал отряд Исаева

Летом 1944 года бригада уже вела бои против фашистов в горах Альбен. В составе бригады было шесть отрядов, одним из которых командовал офицер Красной Армии лейтенант Тахир Исаев. В отряде Исаева сражались люди разных национальностей — русские, украинцы, азербайджанцы, армяне, итальянцы, чехи. Тахир Исаев, как и другие партизаны, сражавшиеся на побережье Адриатического моря, такие как Мехти Гусейнзаде и Мирдамат Сеидов, проявлял храбрость в боях против фашистов.
Во время одного из боёв на горе Альбен Исаев был ранен в левую ногу и снова попал в плен. Узнав, что Исаев владеет немецким языком и понимает по-итальянски, фашисты решили использовать его в качестве переводчика, но Исаев отказался. После этого его отправили в тюрьму города Бергамо, где Исаев находился до ноября. В ноябре 1944 года Исаеву удалось сбежать из тюрьмы и вернуться к своим товарищам. Тахир снова влился в ряды партизан, на этот раз став членом бригады «Тарзан» той же дивизии «Фиамме Верди».
Будучи командиром партизанского отряда, Серафино совершал многочисленные нападения на фашистов и немцев в окрестностях Серины. Итальянские друзья Исаева называли его отряд отрядом лейтенанта Руссо. Он действовал, в основном, в районе Серины, неоднократно совершал дерзкие налеты на врага; организовывал засады, взрывал военные склады, нападал на эшелоны и штабы противника, уничтожал силу и технику врага. Так, однажды командиру бригаду поступила информация о том, что немцы посадили в поезд большую группу итальянской молодежи и собираются везти её в Германию на каторжные работы. Исаеву, имевшему, по словам его командира, большой опыт подрывной деятельности, была поручена задача спасти ребят. Ночью Тахир со своим отрядом отправился в село Ольтре-иль-Колле, где должен был пройти поезд. Отряд заминировал рельсы, после чего паровоз и первый вагон, в котором ехали немецкие проводники, взорвались. Уцелевшие немцы вышли из вагонов и открыли стрельбу по партизанам. В результате операции было убито более сорока фашистов, а сотни молодых итальянцев были освобождены.
Таир постоянно контактировал с Аделе Маурицио, добывавшей нужные сведения о силе противника и сообщавшей о них партизанам.
25 апреля 1945 года во время антифашистского восстания в Италии лейтенант Серафино отличился в боях за Милан, а днём ранее, 24 апреля, участвовал в штурме города Бергамо. В этом же году Исаев стал почётным гражданином города Милан. В Италии Исаев вступил в Итальянскую коммунистическую партию.

### После войны
После войны в 1945 году Исаев вернулся в Азербайджан, однако в родном селе Исаева притесняли из-за того, что тот попал в плен. От Тахира отказался даже его родной отец. Чтобы не быть обвинённым в измене Родины, Исаев вынужден был переехать из родного села. Он обосновался в Рустави. Здесь Исаев работал кузнецом и сварщиком на Руставском металлургическом заводе и проживал в доме № 3, по улице Палиашвили.
Весной 1967 года Исаев смог вернуться в Италию в качестве гостя на две недели в муниципалитет Бергамо. В Милан и Бергамо его пригласило Национальное общество партизан Италии. Мэр города Бергамо Сальва Паричи пригласил Исаева принять участие в праздновании Дня Победы над фашизмом. В Италии Исаев встречался со своими итальянскими друзьями, которые повели его по местам былых сражений, встретился с Аделе Маурицио, у которой уже было трое детей, а также с председателем Итальянской коммунистической партии Луиджи Лонго. За мужество и отвагу, проявленные в 1943—1945 гг., Исаев был награждён семью наградами Италии, среди которых — партизанский значок бригады «Фиамме Верди», серебряная медаль имени основателя Итальянской коммунистической партии Антонио Грамши. После возвращения из Италии Луиджи Лонго отправил в Рустави Гарибальдийскую звезду Исаева. У Исаева были также бронзовая медаль, выпущенная в связи с 40-летием газеты «Унита», бронзовая медаль «Крепость Гремело», медаль «20-я годовщина освобождения Италии» (получена бандеролью в дни празднования двадцатилетия Победы над фашизмом) и медаль «Бандери Калори» (нагрудный значок партизана «Бендеро Росса» [«Красное знамя»]). В 1967 году Тахир Исаев был награждён медалью «За отвагу», а в 1985 году — Орденом Отечественной войны I степени. В общей сложности Исаев был обладателем 36 орденов и медалей.
В 1973 году был снят документальный фильм «Капитан Руссо» производства Северо-Кавказской студии кинохроники, посвящённый партизану Гасану Камалову. В этом фильме снялся и Тахир Исаев, который рассказывал о том, как он воевал в одной партизанской дивизии с Камаловым в Бергамо.
Тахир Исаев свободно говорил и читал на итальянском языке. Позднее он вернулся в родное село Шыхлы 1-е, где ему была выделена земля и созданы условия для постройки дома. Тахир Исаев скончался в 2001 году и был похоронен на кладбище своего родного села Шыхлы 1-е.

## Личная жизнь
- Первая жена — итальянка[19].
  - Сын — Маурицио, адмирал итальянского флота[19].
- Вторая жена — Варвара.
  - Сын — Станислав Исаев[7] (назван в память о друге-чехе, расстрелянном эсэсовцами)[21].
  - Сын — Герман Исаев (назван в честь немца-коммуниста, снайпера партизанской бригады)[21].
  - Сын — Роман Исаев (назван в честь итальянца-коммуниста[21], заместителя Томазо Бертолли[7]).
  - Дочь — Римма Исаева[7] (названа в честь югославской разведчицы)[21][7].
  - Дочь — Инна Исаева, младшая[7].
- Третья — Джавахир Исаева, смотритель Дома-музея Тахира Исаева[8].
  - Сын — Заидхан Исаев, старший[7] (назван в память о земляке-связисте, убитом фашистами)[21].

## Память
1974 году на киностудии «Азербайджанфильм» о Таире Исаеве режиссёром Ниязи Бадаловым был снят документальный фильм «Его тогда звали Серафино».
В родном селе Исаева, Шыхлы 1-е, был открыт Дом-музей, в которым представлен обширный материал о его деятельности. Также в селе установлен памятник Исаеву.